# Vanda (Dvořák)
Vanda, op. 25, és una grand opéra en cinc actes d'Antonín Dvořák. El llibret txec va ser escrit per Václav Beneš-Šumavský i František Zákrejs, basat en una obra de Julian Surzycki. Es va estrenar al Teatre Provisional de Praga el 17 d'abril de 1876.

## Enregistraments
- 2004: Olga Romanenko (Vanda), Valentin Prolat (Slavoj), Ivan Kusnjer (Roderich), Jolana Fogašová (Božena), Oleg Korotkov (Gran Sacerdot pagà), Roman Janál (Lumír), Yvona Skvárová (Homena); Gerd Albrecht, director; Teatre Nacional de Praga